# Scotocyma
Scotocyma is een geslacht van vlinders van de familie spanners (Geometridae), uit de onderfamilie Larentiinae.

## Soorten
- S. albinotata Walker, 1866
- S. euryochra Turner, 1922
- S. idioschema Turner, 1922
- S. ischnophrica Turner, 1932
- S. miscix Prout, 1934
- S. transfixa Turner, 1931